# Esthemopsis inaria
Esthemopsis inaria är en fjärilsart som beskrevs av John Obadiah Westwood 1851. Esthemopsis inaria ingår i släktet Esthemopsis och familjen Riodinidae. Inga underarter finns listade i Catalogue of Life.